# Emilia Ronge
Emilia Ronge (* 17. Juni 2003 in Dresden) ist eine deutsche Handballspielerin, die für den deutschen Bundesligisten VfL Oldenburg aufläuft.

## Karriere
Ronge begann das Handballspielen im Jahr 2014 beim VfB 1999 Bischofswerda und wechselte zwei Jahre später in die Jugendabteilung des HC Rödertal. Im Alter von 15 Jahren erhielt sie erste Spielanteile in der A-Juniorinnen Bundesliga. Nachdem die Außenspielerin in der Saisonvorbereitung der Spielzeit 2020/21 in den erweiterten Kader der Zweitligamannschaft des HC Rödertal gerückt war, entwickelte sie sich im Saisonverlauf zur Stammspielerin. Nach dem Abstieg im Jahr 2021 schloss sich die Linkshänderin dem Bundesligisten TSV Bayer 04 Leverkusen an. Zwei Jahre später wurde sie vom Ligakonkurrenten VfL Oldenburg verpflichtet. Mit Oldenburg nahm sie an der EHF European League 2023/24 teil.